# Kankavli
Kankavli (o Kankavali, Kankauli) è una suddivisione dell'India, classificata come census town, di 14.725 abitanti, situata nel distretto di Sindhudurg, nello stato federato del Maharashtra. In base al numero di abitanti la città rientra nella classe IV (da 10.000 a 19.999 persone).

## Geografia fisica
La città è situata a 16° 16' 0 N e 73° 42' 0 E e ha un'altitudine di 44 m s.l.m..

## Società

### Evoluzione demografica
Al censimento del 2001 la popolazione di Kankavli assommava a 14.725 persone, delle quali 7.614 maschi e 7.111 femmine. I bambini di età inferiore o uguale ai sei anni assommavano a 1.695, dei quali 902 maschi e 793 femmine. Infine, coloro che erano in grado di saper almeno leggere e scrivere erano 11.337, dei quali 6.043 maschi e 5.294 femmine.